# Pinellas Park
Pinellas Park is een plaats (city) in de Amerikaanse staat Florida, en valt bestuurlijk gezien onder Pinellas County.

## Demografie
Bij de volkstelling in 2000 werd het aantal inwoners vastgesteld op 45.658.
In 2006 is het aantal inwoners door het United States Census Bureau geschat op 47.354, een stijging van 1696 (3.7%).

## Geografie
Volgens het United States Census Bureau beslaat de plaats een oppervlakte van
38,7 km², waarvan 38,2 km² land en 0,5 km² water.

## Plaatsen in de nabije omgeving
De onderstaande figuur toont nabijgelegen plaatsen in een straal van 8 km rond Pinellas Park.